# Edifici al carrer Carme Vidal, 3 (Ginestar)
L'Edifici al carrer Carme Vidal, 3 és una obra de Ginestar (Ribera d'Ebre) protegida com a Bé Cultural d'Interès Local.

## Descripció
Edifici entre mitgeres de planta rectangular amb una distribució de quatre nivells. La façana principal presenta un total de set obertures, a la planta baixa hi ha la porta d'accés, d'arc escarser adovellat i, al seu costat, una finestra graellada i d'arc de llinda. El pis entresòl, té un balcó de barrots amb obertura d'arc pla i persiana de corda. El primer pis, té dos balcons d'ampit, amb arc de llinda inscrit dins un arc escarser. El segon pis, seguint els eixos dels balcons, hi ha dues petites finestres d'arc de llinda amb barana de ferro forjat. Coronant el conjunt, destaca tota l'estructura del voladís de la teulada que, al seu torn, és de dos aiguavessos. El parament de l'habitatge és arrebossat i pintat però deixa a la vista tots els emmarcaments de les obertures, d'aparell de carreus regulars i ben escairats.